# Ágnes Keleti
Ágnes Edit Keleti-Sárkány (geboren am 9. Januar 1921 in Budapest; gestorben am 2. Januar 2025 ebenda) war eine ungarisch-israelische Kunstturnerin, Lehrerin und Trainerin. Mit fünf Goldmedaillen, die sie für ihr Geburtsland bei den Sommerspielen 1952 und 1956 gewann, gehört sie zu den erfolgreichsten Athletinnen der olympischen Geschichte.

## Leben
Die Tochter jüdischer Eltern begann im Alter von vier Jahren mit dem Kunstturnen. Mit sechzehn Jahren gewann sie den ersten ihrer insgesamt zehn ungarischen Meistertitel. 1940 hätte sie an den Olympischen Spielen in Helsinki teilnehmen sollen, die aber kriegsbedingt ausfielen, stattdessen wurde sie als Jüdin aus ihrem Turnverein ausgeschlossen. Den Zweiten Weltkrieg überlebte sie als Dienstmagd getarnt in einem ungarischen Dorf. Als die Rote Armee heranrückte, ging sie zurück nach Budapest und arbeitete dort in einer Munitionsfabrik. Ihr Vater wurde in Auschwitz ermordet, ihre Mutter und ihre Schwester überlebten in einem schwedischen Haus mit Papieren der Organisation von Raoul Wallenberg.
Nach dem Zweiten Weltkrieg begann Keleti wieder mit dem Turnen, verpasste aber die Olympischen Spiele 1948 wegen einer Verletzung. Vier Jahre später nahm sie mit 31 Jahren an den Olympischen Spielen 1952 in Helsinki teil. Im Mannschaftsmehrkampf belegten die Ungarinnen den zweiten Platz hinter der Mannschaft aus der Sowjetunion. Ágnes Keleti belegte im Einzelmehrkampf den sechsten Platz und war damit hinter der Drittplatzierten Margit Korondi zweitbeste Turnerin ihrer Mannschaft. An den Einzelgeräten belegte sie Platz vier am Schwebebalken, Platz drei am Stufenbarren und gewann Gold im Bodenturnen. Im Pferdsprung wurde sie 41. und verpasste dadurch eine bessere Platzierung in der Mehrkampfwertung. In der Gruppengymnastik gewann Keleti mit der ungarischen Mannschaft hinter den Schwedinnen und der sowjetischen Mannschaft Bronze.
Bei den Olympischen Spielen 1956 in Melbourne gewann die ungarische Mannschaft unter ihrer Beteiligung mit 1,3 Punkten Rückstand Silber im Mannschaftsmehrkampf. In den Gerätefinals gewann Keleti jeweils Gold am Stufenbarren und am Schwebebalken. Am Boden teilte sie sich den Sieg mit der punktgleichen sowjetischen Athletin Larissa Latynina. Im Pferdsprung, ihrer schwächsten Disziplin, kam sie als 23. in die Wertung mit 0,7 Punkten Rückstand auf Latynina, die damit auch die Mehrkampfwertung gewann. Latynina hatte dabei 0,3 Punkten Vorsprung auf Keleti. Zum Abschluss der Wettbewerbe gewann die ungarische Mannschaft noch die Gruppengymnastik vor den Schwedinnen. Mit dem Ende der Olympischen Spiele beendete sie ihre Turnkarriere.
Nach den Olympischen Spielen kehrte Keleti aufgrund des ungarischen Volksaufstandes und dessen Niederschlagung nicht in ihr Geburtsland zurück, sondern beantragte politisches Asyl in Australien. Nachdem auch ihrer Mutter und ihrer Schwester die Ausreise aus Ungarn gelungen war, zogen alle 1957 weiter nach Israel. Ágnes Keleti lehrte dort 29 Jahre am Wingate Institut, der israelischen Sporthochschule in Netanja und wurde Trainerin der israelischen Turnmannschaft. Nach ihrer Heirat mit dem aus Ungarn geflohenen Journalisten Robert Biro wurde sie Mutter von Daniel und Rafael.
2016 kehrte sie nach Budapest zurück, um bei ihrem Sohn Raphael (bzw. Rafael) sein zu können.
Agnes Keleti starb eine Woche vor ihrem 104. Geburtstag in einem Budapester Krankenhaus nach einer Lungenentzündung.
Sie wurde am 9. Januar 2025, zum Gedenken zu ihrem 104. Geburtstag, in Budapest beerdigt. 

## Auszeichnungen
- 1981 Aufnahme in die International Jewish Sports Hall of Fame
- 2001 Aufnahme in die International Women’s Sports Hall of Fame
- 2002 Aufnahme in die International Gymnastics Hall of Fame
- 2004 Erklärung zur „Sportlerin der Nation“ in Ungarn[2]
- 2017 Israel-Preis[4]